# Schmidt Gábor
Schmidt Gábor (Magyaralmás, 1944. október 28. – Budapest, 2014. március 8.) magyar kertészmérnök, dísznövény-nemesítő, egyetemi tanár, akadémiai doktor.

## Élete

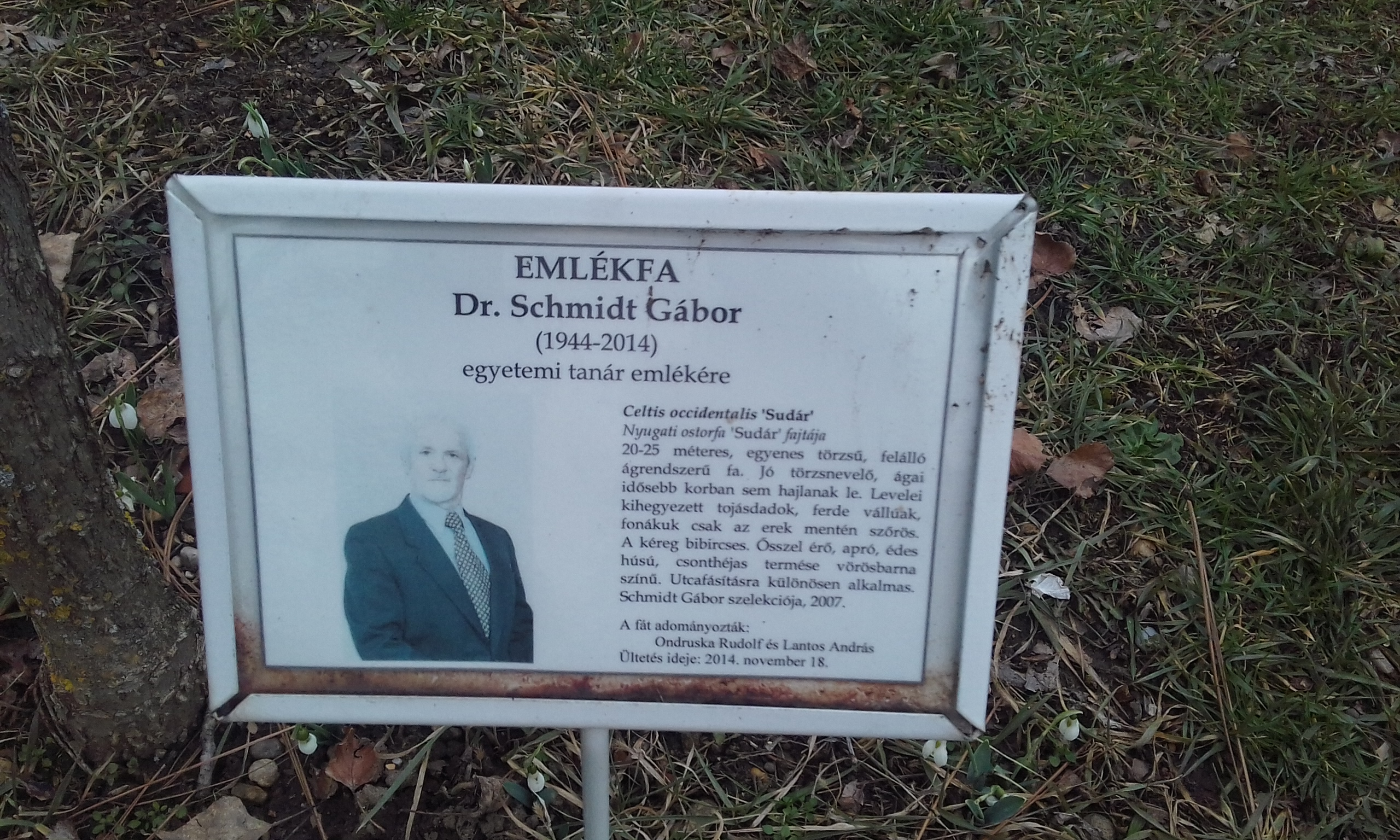
Schmidt Gábor emléktáblája a Budai Arborétumban

1944. október 28-án született a Fejér vármegyei Magyaralmáson. Felsőfokú tanulmányait a bulgáriai "Vaszil Kolarov" Mezőgazdasági Főiskolán kezdte meg, majd a Kertészeti és Szőlészeti Főiskolán diplomázott 1976-ban. 1968-tól egy évig gyakornokként dolgozott, majd 1969-ben a Kertészeti és Élelmiszeripari Egyetem oktatója lett, kezdetben tanársegédi, majd docensi beosztásban. 1971-ben szerzett egyetemi címet, majd 1981-ben kandidátusi fokozatot és egyetemi docensi címet. 1994-ben habilitált, ekkor egyetemi tanárrá nevezték ki, majd 2004-ben elnyerte a Magyar Tudományos Akadémia Doktora (DSc) címet is. 1986-tól 1990-ig Papp János dékán mellett az egyetem Kertészeti Karának dékánhelyettese volt, 1991-ben pedig a Dísznövénytermesztési Tanszék vezetőjévé választották; e tisztségét 2008-ig látta el. Közben, 1996 és 1999 között egy cikluson át rektorhelyettes is volt, mindemellett ő volt közel négy évtizeden át, 1974 és 2012 között az egyetemhez tartozó Budai Arborétum szakmai vezetője is. Budapesten hunyt el, 2014. március 8-án, halála után az egyetem jogutódjának számító Szent István Egyetem a saját halottjává nyilvánította.

## Szakmai tevékenysége
A fásszárú dísznövények termesztése és a dendrológiai tudományok területén a legnagyobb hazai szaktekintélyek közé sorolták, munkásságát nemzetközi színtéren is elismerték. Több mint 40 éves felsőoktatási pályafutása alatt több mint 20 tantárgy tematikáját dolgozta ki, majd oktatta szakterületén, angol nyelven is. Évtizedekig volt a dísznövénytermesztési szakirányú képzések szakirányfelelőse, ő dolgozta ki továbbá a díszkertészeti mérnöki mesterszak tematikáját, ennek elindítója és nyugdíjba vonulásáig úgyszintén szakfelelőse is volt.
Fő kutatási területei a dísznövények szelekciós nemesítése, honosítása és alkalmazása voltak, ezen a területen több mint 300 publikációja jelent meg, köztük egy elfogadott szabadalom és 16 államilag elismert fajta. Mintegy 80 díszfa és díszcserje honosításával foglalkozott, melyek háromnegyede valóban hasznosításra is került hazánkban. A Budai Arborétum fejlesztésével igen nagy mértékben hozzájárult a Kertészettudományi Kar és a Budai Campus elismertségének növeléséhez, hazai és nemzetközi színtéren egyaránt. Több népszerű dísznövénykertészeti kiadványnak is szerzője, társszerzője vagy szerkesztője volt.

## Szervezeti tagságai
Olyan hazai és nemzetközi szervezetekben viselt tagságot, mint a Magyar Agrár Egyesület, a Magyar Biológiai Társaság Botanikai Szakosztálya, az International Lilac Society, az International Plant Propagators Society, a Magyar Tudományos Akadémia Kertészeti Bizottságának Dísznövény Albizottsága, illetve Növényi Génbank Tanács. Szerkesztőbizottsági tagja volt az International Horticultural Science és a magyar Kertgazdaság című folyóiratoknak; a Magyar Gyula Alapítvány kuratóriumi elnöke volt. Elnökként irányította 1993-2002 közt a Magyar Botanikuskertek és Arborétumok Országos Szövetségét, illetve 2011-ig az akadémiai Kertészeti Bizottság Dísznövény Albizottságát.

## Díjai
- Miniszteri dicséret, Mezőgazdasági és Élelmezésügyi Minisztérium (1974)
- Kiváló Munkáért elismerés, Mezőgazdasági és Élelmezésügyi Minisztérium (1982)
- Könyv Nívódíj, Mezőgazdasági és Élelmezésügyi Minisztérium (1989)
- Környezetvédelemért-díj (Hazafias Népfront, 1989)
- Szarvasi Arborétum Emlékérem (1992)
- A Magyar Felsőoktatásért elismerés, Oktatási Minisztérium (1999)
- Könyv Nívódíj, Intézményközi Tankönyvkiadó Szakértő Bizottság (2000)
- Könyv Nívódíj, Intézményközi Tankönyvkiadó Szakértő Bizottság (2005)
- Fleischmann Rudolf-díj, Földművelésügyi és Vidékfejlesztési Minisztérium (2007)
- Könyv Nívódíj, Intézményközi Tankönyvkiadó Szakértő Bizottság (2009)
- Pro Facultate Horticulturae-díj, BCE Kertészettudományi Kar (2012)
- Pedagógus Szolgálati Emlékérem, Emberi Erőforrások Minisztériuma (2013)

## Emlékezete

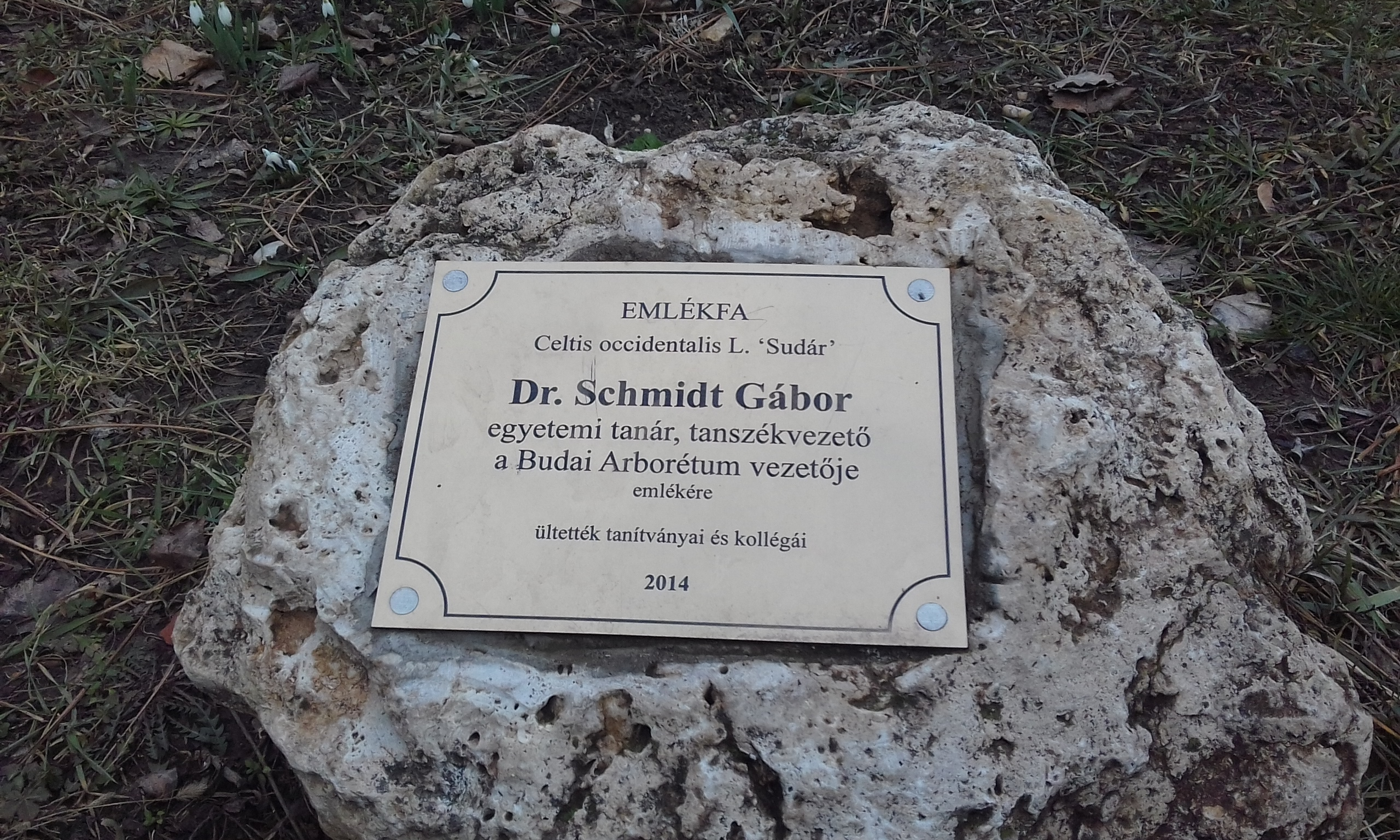
Emlékköve a Budai Arborétumban

- Emlékére 2014. november 18-án egy emlékfát – egy nyugati ostorfát (Celtis occidentalis) – ültettek a Corvinus Egyetem Budai Arborétumában, a Szüret utca és a Köbölkút utca kereszteződésére nyíló bejárat közelében.